# Israël op het Eurovisiesongfestival 1985
Het Kdam 1985 werd georganiseerd op 28 maart 1985 in het Binyanei Ha'ooma-theater te Jeruzalem, waar ook het Eurovisiesongfestival van 1979 gehouden werd. Op dit festival zou de Israëlische inzending uitgekozen worden voor het songfestival dat later dat jaar in Göteborg plaatsvond. De presentatie werd gedaan door Dalya Mazor, een nieuwslezeres, en door de komiek Nathan Datner die twee jaar later zelf het Kdam 1987 zou winnen.
De songfestivalwinnaar van 1978, Izhar Cohen, had in 1983 weer geprobeerd om het Kdam te winnen maar die poging bleef zonder succes. Nadat het songfestival van 1984 door Israël overgeslagen werd (het werd dat jaar georganiseerd op een nationale herdenkingsdag) was dit jaar voor Cohen de volgende kans om het Kdam te winnen en zijn land voor een tweede keer te mogen vertegenwoordigen. Na een spannende puntentelling kwam hij als winnaar uit de bus met het liedje Olé Olé (dat zoveel betekent als Omhoog Omhoog) dat een van de populairste liedjes uit de geschiedenis van het Kdam zou worden.
Ook voor Yardena Arazi was er een grote hit met haar liedje Od Nagi'a, maar op het Kdam kwam ze niet verder dan een derde plaats. Haar voormalige collega Lea Leputin, die ook lid was van de meidengroep Chocolad Menta Mastik, werd dit jaar zesde.
In Zweden bereikte Cohen een mooie vijfde plaats met 93 punten, Frankrijk gaf de volle twaalf. Vier jaar later zou hij nog een keer deelnemen aan het Kdam 1989 samen met zijn zus Vardina Cohen.

## Uitslag
De einduitslag:
1. Izhar Cohen - Ole Ole  69
2. Kmo Tzoani - Kmo Tzoani  65
3. Yardena Arazi - Od Nagi'a  61
4. Arik Sinai - Mila Veod Mila  52
5. Arba Lev - Adom Hoo Yavo   30
6. Lea Lupatin - Shir Amelim  30
7. Doron Mazar - Hahilula  21
8. Kesem - Tov  20
9. Dalit Kahana - Hazor  17
10. Shimi Tavori - Tnoo Li Rak Musica  16
11. Shalva Berti - Tfila  11
12. Korin Alal - Bechol Yom  6
13. Casino - Yad Beyad  5
14. Moni Arnon & Shimshon Levi - Shov Ani Levad  2

## In Göteborg
In Zweden trad Israël als elfde van 19 landen aan, na Duitsland en voor Italië. Het land behaalde een 5de plaats, met 93 punten.
Men ontving 1 maal het maximum van de punten.
België gaf geen punten aan het lied en  Nederland deed niet mee in 1985.

### Gekregen punten

#### Finale
| 12 punten                                          | 10 punten    | 8 punten           | 7 punten                               | 6 punten    |
| -------------------------------------------------- | ------------ | ------------------ | -------------------------------------- | ----------- |
| - Frankrijk                                        | - Noorwegen  | - Ierland - Spanje | - Duitsland - Oostenrijk - Zwitserland | - Luxemburg |
| 5 punten                                           | 4 punten     | 3 punten           | 2 punten                               | 1 punt      |
| - Cyprus - Italië - Portugal - Verenigd Koninkrijk | - Denemarken |                    | - Griekenland - Zweden                 |             |

### Punten gegeven door Israël

#### Finale
Punten gegeven in de finale:
| 12 punten | Noorwegen           |
| 10 punten | Oostenrijk          |
| 8 punten  | Ierland             |
| 7 punten  | Duitsland           |
| 6 punten  | Zweden              |
| 5 punten  | Luxemburg           |
| 4 punten  | Italië              |
| 3 punten  | Frankrijk           |
| 2 punten  | Verenigd Koninkrijk |
| 1 punt    | Finland             |

1973 · 1974 · 1975 · 1976 · 1977 · 1978 · 1979 · 1980 · 1981 · 1982 · 1983 · 1984 · 1985 · 1986 · 1987 · 1988 · 1989 · 1990 · 1991 · 1992 · 1993 · 1994 · 1995 · 1996-1997 · 1998 · 1999 · 2000 · 2001 · 2002 · 2003 · 2004 · 2005 · 2006 · 2007 · 2008 · 2009 · 2010 · 2011 · 2012 · 2013 · 2014 · 2015 · 2016 · 2017 · 2018 · 2019 · 2020 · 2021 · 2022 · 2023 · 2024 · 2025